# Grupo de Ejércitos E
El Grupo de Ejércitos E (en alemán Heeresgruppe E) fue creado el 1 de enero de 1943 en los territorios ocupados de Yugoslavia y Grecia. Su orden de batalla abarcaba a las tropas de ocupación de Serbia, Croacia, Salónica en el nordeste de Grecia, la fortaleza de Creta y las fuerzas de marina en el Mar Egeo. Después de la capitulación de Italia, también pasó bajo su responsabilidad las unidades de Grecia y Albania. 
Al atacar el Ejército Rojo en los Balcanes y luego de la capitulación de Rumanía y Bulgaria, sus fuerzas se encontraron amenazadas de ser rodeadas. En septiembre de 1944 inició el repliegue de Grecia y Albania y ejecutó la defensa de la línea de Skopje, Kraljevo y Sarajevo. 
Las tropas del Grupo de Ejércitos E en Croacia y Hungría, los restos del Grupo de Ejércitos E se unieron con el Grupo de Ejércitos F del Mariscal de Campo Maximilian von Weichs. El Grupo luchó hasta 25 de marzo de 1945.

## Comandantes
| N.º | Retrato | Comandante                               | Desde                   | Hasta             |
| --- | ------- | ---------------------------------------- | ----------------------- | ----------------- |
| 1   |         | Generaloberst Alexander Löhr (1885-1947) | 31 de diciembre de 1942 | 8 de mayo de 1945 |

### Jefes de Estado Mayor[1]
- Teniente General Hermann Foertsch: desde su creación hasta 23 de agosto de 1943.
- Teniente General August Winter: desde el 23 de agosto de 1943 al 15 de marzo de 1944.
- Mayor General Erich Schmidt-Richberg. Desde el 15 de marzo de 1944 hasta la rendición.

## Unidades Organizadas

### Composición en febrero de 1943
- Creta: 22° División de Infantería, «Fortaleza de Creta», 11° División de Campo de la Luftwaffe, División de Siena (Italia)
- Serbia: 704° División de Infantería, tropas búlgaras
- Croacia: 714° División de Infantería, 717° División de Infantería, 718° División de Infantería, 7.ª División de Montaña SS Prinz Eugen, 369° División de Infantería, 373° División de Infantería, 187° División de Infantería

### Composición en mayo de 1943
- 22° División de Infantería.
- 118° División de Infantería.
- 187° División de Infantería
- 369° División de Infantería.
- 373° División de Infantería.
- 104° División de Cazadores.
- 114° División de Cazadores.
- Fortaleza de Creta.
- 11° División de Campo de la Luftwaffe.
- 1° División de Campo de la Luftwaffe.
- 1° División de Montaña.
- 7.ª División de Montaña SS Prinz Eugen.
- División de Siena (Italia).

### Composición en junio de 1943
- 22° División de Infantería
- 118° División de Infantería.
- 187° División de Infantería.
- 369° División de Infantería.
- 373° División de Infantería.
- 100° División de Cazadores.
- 104° División de Cazadores.
- 114° División de Cazadores.
- 117° División de Cazadores.
- Fortaleza de Creta.
- 11° División de Campo de la Luftwaffe.
- 1° División de Montaña.
- 7.ª División de Montaña SS Prinz Eugen.
- 1° División Panzer, LXVIII Cuerpo de Ejército.
- División de Siena (Italia).
- Unidades diversas del Ejército búlgaro

### Composición en julio de 1943
- 22° División de Infantería.
- 118° División de Infantería.
- 187° División de Infantería.
- 369° División de Infantería.
- 373° División de Infantería.
- 100° División de Cazadores.
- 104° División de Cazadores.
- 114° División de Cazadores.
- Fortaleza de Creta.
- 11° División de Campo de la Luftwaffe.
- 1° División de Montaña.
- 7.ª División de Montaña SS Prinz Eugen.
- División tormenta de Rodas.
- LXVIII Cuerpo de Ejército.
- División de Siena (Italia).
- Unidades diversas del Ejército búlgaro

### Composición en agosto de 1943
- 22° División de Infantería.
- 118° División de Infantería.
- 187° División de Infantería.
- 297° División de Infantería.
- 369° División de Infantería.
- 373° División de Infantería.
- 100° División de Cazadores.
- 104° División de Cazadores.
- 114° División de Cazadores.
- Fortaleza de Creta.
- 11° División de Campo de la Luftwaffe.
- 7.ª División de Montaña SS Prinz Eugen.
- División tormenta de Rodas
- LXVIII Cuerpo de Ejército.
- División de Siena (Italia).
- Unidades diversas del Ejército búlgaro.

### Composición en septiembre de 1943
- 22° División de Infantería.
- Fortaleza de Creta.
- División tormenta de Rodas.
- XXII Cuerpo de Ejército.
- 7° División (Bulgaria).

### Composición en octubre de 1943
- 22° División de Infantería
- Fortaleza de Creta
- División tormenta de Rodas
- 114° División de Cazadores
- 11° División de Campo de la Luftwaffe
- División de Brandeburgo
- LXVII Cuerpo de Ejército
- XXII Cuerpo de Ejército
- 7° División (Bulgaria)

### Composición en noviembre y diciembre de 1943
- 22° División de Infantería.
- Fortaleza de Creta.
- División tormenta de Rodas.
- LXVII Cuerpo de Ejército.
- XXII Cuerpo de Ejército.
- 7° División (Bulgaria).

### Composición en abril de 1944
- Creta: 22° División de Infantería, 133° División de Infantería
- LXVIII Cuerpo de Ejército: 41° División de Infantería, 117° División de Fusileros, 11° División de Campo de la Luftwaffe
- II Cuerpo (Bulgaria): 28° División (Bulgaria), 16° División (Bulgaria), 7° División (Bulgaria)
- Divisiones Disponibles: División tormenta de Rodas, 4.ª División SS Polizei, 104° División de Fusileros

### Composición en agosto y octubre de 1944
- 22° División de Infantería.
- 133° División de Infantería.
- Brigada de Fortaleza 938.
- Brigada de Fortaleza 967.
- Brigada de Fortaleza 939.
- 11° División de Campo de la Luftwaffe.
- División tormenta de Rodas.
- 4.ª División SS Polizei.
- 104° División de Cazadores.
- LXVIII Cuerpo de Ejército.
- XXII Cuerpo de Ejército.
- LXXXXI Cuerpo de Ejército.
- XXI Cuerpo de Ejército.
- II Cuerpo de Ejército (Bulgaria).